# Лаумерсхајм
Лаумерсхајм (њем. Laumersheim) општина је у њемачкој савезној држави Рајна-Палатинат. Једно је од 48 општинских средишта округа Бад Диркхајм. Према процјени из 2010. у општини је живјело 856 становника. Посједује регионалну шифру (AGS) 7332033.

## Географски и демографски подаци
Лаумерсхајм се налази у савезној држави Рајна-Палатинат у округу Бад Диркхајм. Општина се налази на надморској висини од 110 метара. Површина општине износи 4,9 km². У самом мјесту је, према процјени из 2010. године, живјело 856 становника. Просјечна густина становништва износи 176 становника/km².